# Hallo Nederland
Hallo Nederland was een actualiteitenrubriek die werd uitgezonden op NPO 2 (voorheen op NPO 1 en daarvoor ook op NPO 2) door Omroep MAX. De eerste uitzending was op 6 oktober 2014.
Het programma werd van maandag tot en met donderdag door Jeroen Latijnhouwers en Carrie ten Napel gepresenteerd. Op vrijdag nam Mascha de Rooij de plek van Ten Napel in.
Tijdens het zwangerschapsverlof van Carrie ten Napel in het voorjaar van 2015 neemt Renate Schutte haar plaats is op maandag, dinsdag en woensdag. Mascha de Rooij is dan ook op donderdag te zien.
Op vrijdag 21 december 2018 was de allerlaatste uitzending te zien op NPO 2.
Hallo Nederland richtte zich op regionaal nieuws om daar een landelijk verhaal over te maken met een positieve insteek. Het programma werkt samen met de regionale omroepen. Elke aflevering wordt er een reportage van een regionale omroep uitgezonden.